# 索菲亚·亚盖隆卡

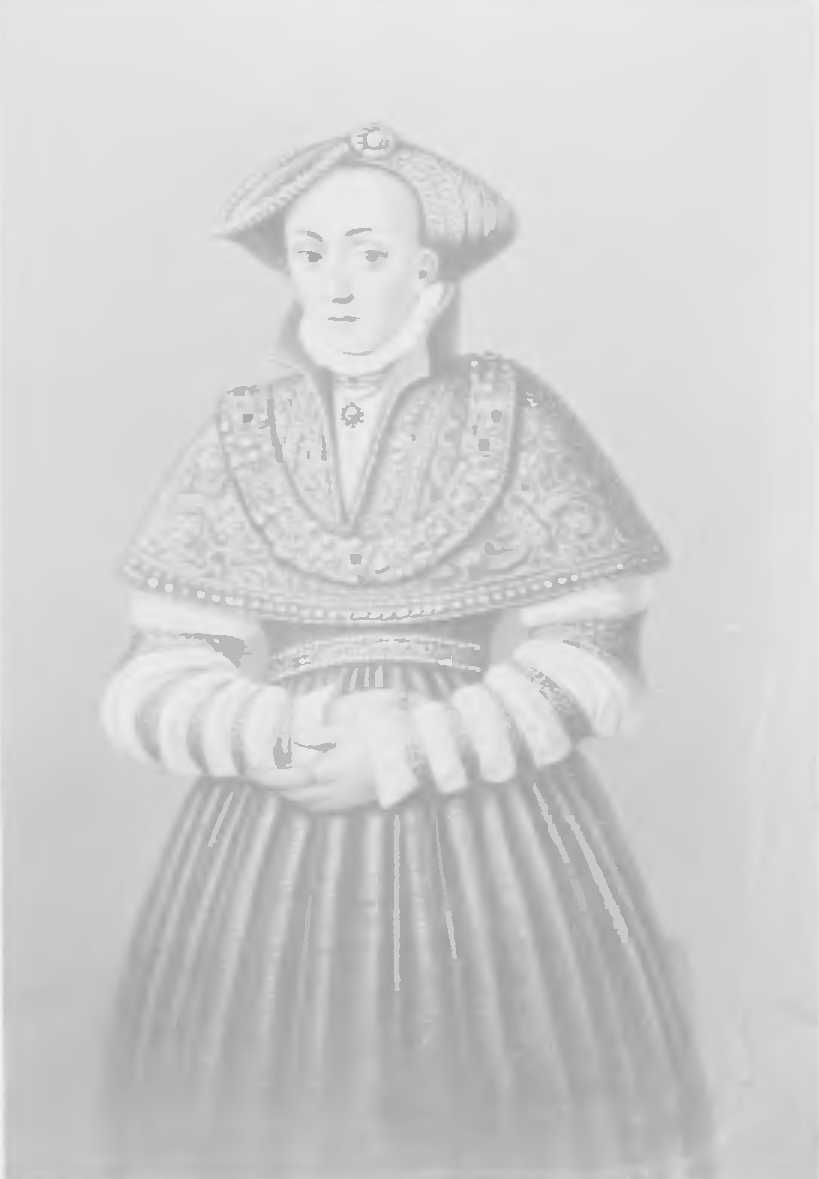
索菲亚·亚盖隆卡

索菲亚·亚盖隆卡（1464年5月6日—1512年10月5日，生于克拉科夫，卒于安斯巴赫），是波兰女王，立陶宛公主，安斯巴赫及拜罗伊特藩侯夫人，卡齐米日四世之女。1479年2月14日她嫁给了腓特烈二世，阿尔布雷希特·霍亨索伦是他们的儿子。

## 身世及童年
索菲亚是卡齐米日四世和伊丽莎白的第六个孩子和第二个女儿。她的名字来自她的祖母、瓦迪斯瓦夫二世·亚盖洛的遗孀索菲·霍尔赞斯卡。她的兄弟有瓦迪斯瓦夫二世·亚盖隆希克、聖卡齊米日、扬一世·奥尔布拉赫特、亚历山大·亚盖隆希克、日格蒙特一世·斯塔雷以及腓特烈·亚盖隆希克；姐妹有海德葳·雅蓋隆卡、埃尔别塔（I）、埃尔别塔（II）、安娜 、芭芭拉、埃尔别塔（III）。
关于索菲亚的教育和成长，没有资料保存下来。

## 联姻計畫
1468年，一个与腓特烈三世之子马克西米立安一世缔结婚姻的计划出炉。由于该提议，匈牙利王马加什一世的使节奥洛莫乌茨的普罗塔日1468年4月8日立即来到了克拉科夫。他主要是为卡齐米日四世的长女海德葳·雅蓋隆卡而来。但索菲亚必需嫁给马克西米连。所以卡齊米日只好做出安排，将两个女儿於未來分别嫁給匈牙利与奥地利人。
但是，波蘭王室與奧、匈兩國的聯姻計畫，不久就雙雙破裂了。當卡齊米日與匈牙利王马加什一世的主要敵手──波希米亞國王波傑布拉德的伊日結盟之後，波蘭-匈牙利的聯姻自然破裂；而波蘭-奧地利的聯姻之後也因為某種原因而破裂。

## 正式結婚
1479年2月14日她正式嫁给了勃兰登堡-安斯巴赫藩侯阿爾布雷希特三世的次子腓特烈二世，婚禮在法蘭克福舉行，這是一場低調、不鋪張的婚宴，大部分伴隨索菲亞到法蘭克福的波蘭大小貴族、神職人員，都沒收到婚宴的禮品。
婚禮完成之後，卻出現女方未能支付嫁妝的窘境。本來根據婚約，波蘭國王卡齊米日應該在年底支付六千盾給男方，當作總數三萬兩千盾嫁妝的頭期款，但因卡齊米日未能履行約定，只好請求延期付款，這也獲得男方家長的同意。

## 藩侯夫人
當她的丈夫在1486年繼位為安斯巴赫藩侯之後，索菲亞也在同時成為藩侯夫人。關於她娘家欠下的龐大嫁妝費，雖然她的哥哥──波希米亞國王瓦迪斯瓦夫二世·亚盖隆希克（1490年兼任匈牙利國王）於1489年承諾會付清欠款，但事實上屢經催促仍未付清。一直要等到索菲亞夫妻都過世之後，最後的一筆欠款才終於交到兩人的子女手上。
1512年10月5日，她死在安斯巴赫。

## 子女
1. 卡西米爾（1481年—1527年）
2. 瑪格麗特（1483年—1532年）
3. 格奧爾格（1484年—1543年）
4. 索菲（1485年—1537年）
5. 安娜（1487年—1539年）
6. 阿爾布雷希特（1490年—1568年）
7. 約翰（1493年—1525年）
8. 伊莉莎白（1494年—1518年）
9. 芭芭拉（1495年—1552年）
10. 腓特烈（1497年—1536年）
11. 威廉（1498年—1563年）
12. 約翰·阿爾布雷希特（1499年—1550年）
13. 岡普雷希特（1503年—1528年）